# بيني هيوز
بيني هيوز (بالإنجليزية: Penny Hughes)‏ هي سيدة أعمال بريطانية، ولدت في 1959 في West Kirby ‏ في المملكة المتحدة.